# Мокшанцев, Сергей Алексеевич
Сергей Алексеевич Мокшанцев (род. 22 января 1978, Бендеры, Молдавская ССР, СССР) — российский автогонщик.
Имеет высшее образование. Кандидат в мастера спорта.

## Карьера
До 2006 года в основном выступал в гонках прокатного картинга. В 2006 году по итогам первого сезона в Формуле Русь занял 4 место. Благодаря этому результату получил возможность провести тесты машины команды Art-line F-1600. В том же сезоне по приглашению команды Minardi провёл тесты автомобиля класса F-3000. В 2007 году Мокшанцев одержал четыре победы в первых шести гонках Формулы Русь, но в середине сезона перешёл в команду Art-line F-1600, заняв по итогам года 11 место. В том же году провёл две гонки в чемпионате Италии F-3 в составе команды Alan Racing. В 2008 году провёл 12 гонок в российском чемпионате Формулы-3 за команду Art-Line Engineering, где дважды поднимался на подиум и занял в итоге 6 место с 45 очками, также провёл две гонки в International Formula Master и принимал участие в Formula Master Italia в составе Alan Racing.
В 2009 году стал первым российским гонщиком, выступавшим в американской серии Firestone Indy Lights за команду Brian Stewart Racing.